# Distrito Escolar Independiente de Irving
El Distrito Escolar Independiente de Irving (Irving Independent School District, IISD) es un distrito escolar de Texas. Tiene su sede en Irving. La mesa directiva tiene un presidente, un vicepresidente, un secretario, y cuatro miembros.
A partir de 2015 tiene más de 35.000 estudiantes. Gestiona tres escuelas preescolares, 20 escuelas primarias, 8 escuelas medias, y 5 escuelas preparatorias.

## Escuelas
Preparatorias:
- Escuela Preparatoria Irving (Irving High School)
- Escuela Preparatoria MacArthur (MacArthur High School)
- Escuela Preparatoria Nimitz (Nimitz High School)
- Academia Jack E. Singley (Jack E. Singley Academy) - anteriormente The Academy of Irving ISD
- Centro Preparatorio para Carreras Cardwell (Cardwell Career Preparatory Center)